# Possessão das Freiras de Loudun

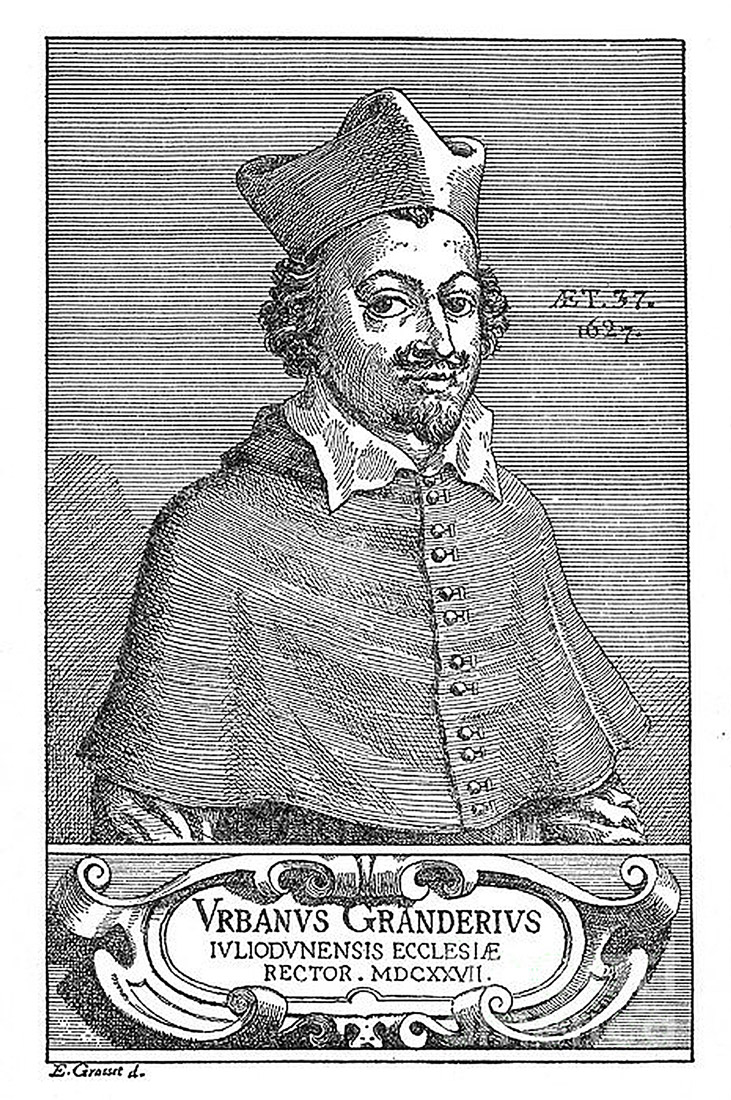
Urbain Grandier, que seria preso e condenado devido às possessões de Loundun

A Possessão das Freiras de Loudun foi um suposto conjunto de possessões demoníacas que ocorreram em Loudun, França, em 1634. Este caso envolveu as freiras ursulinas de Loundun que foram alegadamente visitadas e possuídas por demónios.
Em 1632 a irmã Jeanne Agnes e dezesseis freiras do convento das ursulinas, alegadamente possuídas por demónios, sofreram convulsões e proferiram linguagem abusiva. O padre Jean-Joseph Surin exorcizou os demónios, convidando-os a entrar no seu corpo. Por causa disso, perdeu as suas capacidades mentais, cometeu autoflagelação e tentou suicidar-se. Quando descreveu a situação difícil pela qual passou, o padre disse que não conseguia compreender o que lhe tinha acontecido quando o espírito desconhecido entrou no seu corpo. Teve a sensação de que tinha duas almas e que a alma estranha possuía uma segunda personalidade.
O padre Urbain Grandier foi condenado pelos crimes de feitiçaria, feitiços maléficos e pela possessões que recaíram sobre as freiras ursulinas, tendo por base as palavras proferidas pelas freiras. Até às Possessões de Alix-en-Provence, as palavras pronunciadas por freiras possuídas nunca teriam sido consideradas uma prova válida.

## Primeiros Julgamentos e Conspiração

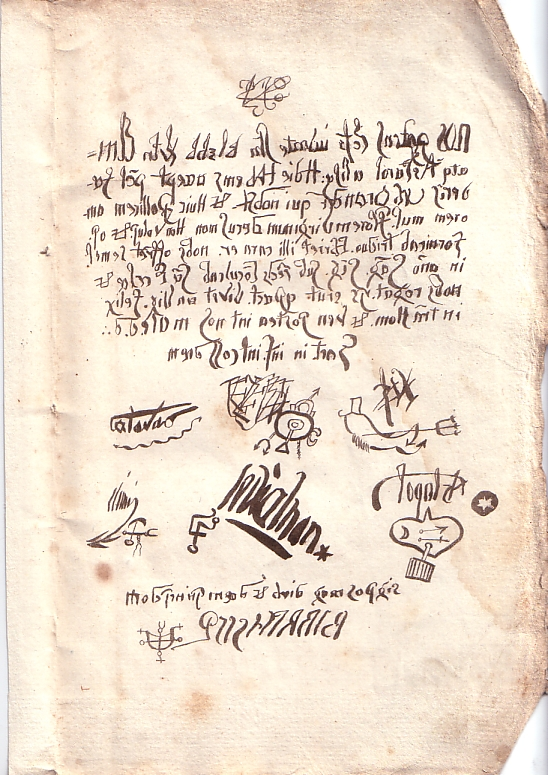
O pacto assinado alegadamente entre Urbain Grandier e o Demónio, roubado do armário de pactos do demónio pelo demónio Asmodeus. Esta página mostra a assinatura de todos os demónios que possuiram as freiras ursulinas e uma nota acrescentada por Asmodeus.

Urbain Grandier foi nomeado padre da paróquia de St-Pierre-du-Marche em Loudun, uma pequena cidade em Poitiers, França, em 1617. Grandier era considerado um homem atraente, além de rico e com uma boa educação. Esta combinação fez com que o padre chamasse a atenção das jovens de Loudun, incluindo Philippa Trincant, filha do solicitador do rei em Loudun. As pessoas de Loudun acreditavam que Grandier era pai do filho que esta jovem deu à luz. Além de Trincant, Grandier também cortejou abertamente Madeleine de Brou, filha do conselheiro do rei na cidade. A maioria da população achava que Madeleine era amante do padre depois de este ter escrito um documento contra o celibato dos padres para ela.
Grandier era também um homem que possuía boas ligações e tinha grande importância no circulo político. Quando foi preso e considerado culpado de imoralidade a 2 de Junho de 1630, as suas ligações voltaram a colocá-lo no seu lugar com poderes plenos no mesmo ano. O caso foi liderado por Chasteigner de La Roche Posay, bispo de Poitiers, um homem que assumidamente não gostava de Grandier e admitiu que o queria expulsar da paróquia.
Existem duas histórias em relação ao que aconteceu a seguir. Numa versão o bispo de Poitiers abordou o padre Mignon, confessor das freiras ursulinas, e foi elaborado um plano para persuadir algumas das irmãs a fingirem estarem possuídas para denunciar Grandier. Noutra versão o padre Mignon foi abordado pela madre superiora, Jeanne des Anges (Joana dos Anjos), que procurava ajuda.
Segundo a primeira versão o padre Mignon convenceu imediatamente a madre superiora e uma outra freira a participarem no plano. As duas afirmariam que o padre Grandier as tinha enfeitiçado, cedendo a ataques e convulsões, sustendo a respiração e falando em línguas estrangeiras.  
A segunda versão afirma que Jeanne tinha sonhos pecaminosos com o padre Grandier que lhe aparecia na forma de um anjo radiante e a seduzia para que participasse em actos sexuais, algo que a fazia gritar em delírio à noite. Jeanne sofreu flagelações e cumpriu penitência pelos distúrbios que causou durante a noite, mas os seus problemas não acalmaram e descobriu-se que haviam também outras freiras que eram assombradas por alucinações e sonhos vulgares. Foi então que, segundo esta versão, a madre superiora chamou o padre Mignon para que a confessasse e livrasse o convento dos demónios.
Qualquer que seja a versão verídica, o padre Mignon e o seu ajudante, padre Pierre Barre, viram na situação uma oportunidade para expulsar Grandier. Imediatamente iniciaram um ritual de exorcismo nas freiras possuídas. Várias delas, incluindo Jeanne des Anges, sofreram convulsões violentas durante o procedimento, gritando e imitando movimentos sexuais para os padres. Seguindo o exemplo de Jeanne des Anges, muitas das outras freiras afirmaram ter sonhos pecaminosos. As acusadas começavam a ladrar, gritar, dizer blasfémias e a contorcer os seus corpos subitamente. 
Durante os exorcismos Jeanne jurou que ela e outras freiras estavam possuídas por dois demónios chamados Asmodeus e Zabulon. Estes demónios teriam sido enviados às freiras quando o padre Grandier atirou um buquê de rosas para dentro dos muros do convento.
Estando por perto e ciente do perigo que corria, o padre Grandier pediu ao oficial de justiça de Loudun que isolasse as freiras. As ordens do oficial foram ignoradas e os exorcismos e denúncias continuaram. Desesperado, Grandier escreveu uma carta ao arcebispo de Bordéus que lhe enviou o seu médico pessoal para examinar as freiras. Nunca se descobriram provas de que se tratava de uma possessão autentica e o arcebispo ordenou que acabassem com os exorcismos em 21 de março de 1633. As freiras foram presas nas suas clausuras.
Tendo falhado na tentativa de expulsar Grandier, os seus contemporâneos continuaram a reunir esforços. Um deles era Jean de Laubardemont, um parente de Jeanne des Anges e amigo do poderoso cardeal Richelieu. Laubardemont e um frade capuchinho, Tranquille, fizeram uma visita ao cardeal para lhe dar as notícias sobre os exorcismos falhos e forneceram-lhe mais provas contra Grandier, mostrando-lhe uma cópia de uma sátira difamatória sobre Richelieu da sua autoria. Ciente de que uma parente sua, a irmã Claire, estava na convento de Loudun, Richelieu exerceu o seu poder e organizou uma Comissão Real para prender e investigar Grandier como bruxo. Laubardemont foi nomeado chefe desta comissão.

## Exorcismos Públicos em Loudun
Quando os exorcismos recomeçaram em Loudun foram liderados por especialistas como o padre capuchinho Tranquille, o padre franciscano Lactance e o padre jesuíta Jean-Joseph Surin e conduzidos em público. Cerca de sete mil espectadores estiveram presentes. Especula-se que os padres pronunciaram comandos dramáticos, ameaças e rituais que levavam e incentivavam as freiras a acusar o padre Grandier, isto porém não se encontra comprovado.
Insinua-se também que para aumentar a histeria em massa estimulada pelos exorcismos públicos contavam-se histórias sobre as freiras e as antigas amantes do padre Grandier. Tal como tinha acontecido nas Possessões de Louviers e nas Possessões de Alix-en-Provence, as acusações dirigidas ao padre Grandier eram manifestamente sexuais e mostravam respostas físicas visíveis. Esses exorcismos públicos e dramáticos colocaram os cidadãos de Loudun e das regiões próximas contra Grandier.
Além dos sonhos que Jeanne des Anges e outras freiras tinham relatado, Jeanne acrescentou um terceiro demónio ao leque de entidades que atormentavam as freiras: Isacarron, o demónio da depravação. Depois de ter admitido a existência deste terceiro demónio possessor, Jeanne sofreu uma gravidez psicológica. Ao todo, Jeanne e as outras freiras afirmaram terem sido possuídas por vários demónios: Asmodeus, Zabulon, Isacaaron, Astaroth, Gresil, Amand, Leviatom, Behemot, Beherie, Easas, Celsus, Acaos, Cedon, Alex, Naphthalim, Cham, Ureil, e Achas.
Num esforço para limpar o seu nome, o padre Grandier realizou ele próprio um exorcismo às freiras. Falou-lhes em grego, testando o conhecimento que tinham por línguas que não falavam anteriormente (um sinal afirmativo de uma possessão). Especula-se que as freiras tinham sido treinadas e responderam que o seu pacto não lhes permitia falar grego.
Noutro exorcismo, realizado pelo padre Gault, o padre obteve uma promessa do demónio Asmodeus para deixar uma das freiras que possuía. Mais tarde documento do pacto com o demónio, alegadamente escrito entre o Demónio e Grandier, foi apresentado em tribunal. Este pacto, alegadamente roubado do armário de Lúcifer por Asmodeus, estava assinado a sangue por Grandier e vários demónios. Asmodeus tinha aparentemente escrito a mesma promesa que tinha dado ao padre Gault neste pacto:
"Prometo que quando deixar esta criatura, deixarei uma fenda debaixo do seu coração com a largura de um alfinete, para que esta fenda rasgue a sua camisola, corpete e manto que ficarão sangrentos. E amanhã, dia vinte de maio, às cinco da tarde de sábado, prometo que os demónios Gresil e Amand deixarão uma abertura semelhante, mas um pouco mais pequena, e aprovo as promessas feitas por Leviatam, Behmot, Beherie com os seus companheiros para assinar, quando partirem, o registo da igreja de St. Croix! Escrito em 19 de maio de 1629".
Mais tardes os historiadores [quem? quais?] provaram que esta nota foi escrita por Jeanne des Anges. Uma imagem deste pacto está disponível mais acima do artigo.

## Tortura em Loudun
A 7 de dezembro de 1633 o padre Grandier foi preso no Castelo de Angers. O seu corpo foi depilado e os inquisidores levaram a cabo uma busca bem-sucedida ao seu corpo, procurando marcas do demônio. Os protestos realizados pelo Dr. Fourneau [carece de fontes], o médico que preparou Grandier para ser torturado, e pelo apotecário de Poitiers especulam-se terem sido ignorados. Estes protestos [carece de fontes] afirmavam que a inspeção era uma farsa e que nunca foram encontradas marcas.
A obra "Os Truques e Ilusões dos Padres e Exorcistas de Romish Descobertos na História dos Demónios de Loudun" de Nicholas Aubin, publicada em 1693, descreve o que aconteceu a seguir: 
Mandaram chamar Mannouri, o cirurgião, um dos inimigos de Grandier, e o menos misericordioso de todos; quando ele entrou na sala, despiram Grandier que ficou nu, taparam-lhe os olhos, tiraram-lhe todos os pelos e Mannouri começou a revistá-lo. Persuadiu-os que as partes do seu corpo que tinham sido marcadas pelo demónio não tinham qualquer sensibilidade, depois girou a ponta do objecto que era redonda e conduziu-o de maneira a que não entrasse na sua pele nem deixasse impressões.